# Wendy Massam
Wendy Massam (* um 1960, verheiratete Wendy Bayliss) ist eine englische Badmintonspielerin. 

## Karriere
Wendy Massam gewann 1982 bei den USSR International die Damendoppelkonkurrenz gemeinsam mit Gillian Gowers. 1984 siegte sie bei den Belgian International im Doppel und im Einzel. In der englischen Nationalmannschaft wurde sie von 1984 bis 1986 dreimal eingesetzt.

## Sportliche Erfolge
| Saison | Veranstaltung                        | Disziplin   | Platz | Partnerin      |
| ------ | ------------------------------------ | ----------- | ----- | -------------- |
| 1982   | UdSSR Internationale Meisterschaften | Damendoppel | 1     | Gillian Gowers |
| 1984   | Belgian International                | Damendoppel | 1     | Lisa Chapman   |
| 1984   | Belgian International                | Dameneinzel | 1     | -              |

## Referenzen
- http://www.badmintonengland.co.uk/core/core_picker/download.asp?id=11475

| Personendaten    | Personendaten                |
| ---------------- | ---------------------------- |
| NAME             | Massam, Wendy                |
| ALTERNATIVNAMEN  | Bayliss, Wendy               |
| KURZBESCHREIBUNG | englische Badmintonspielerin |
| GEBURTSDATUM     | um 1960                      |